# Модрина польська (монета)
«Модри́на по́льська» — пам'ятна монета номіналом 2 гривні, випущена Національним банком України, присвячена зникаючому виду хвойних дерев із цінною деревиною модрині польській Larix polonica Racib (родина соснових — Pinaceae), що поширений в українських Карпатах і занесений до Червоної книги України. Вирощують модрину польську в лісах, парках і ботанічних садах, зокрема в Кедринському заказнику та Скит Манявському заказнику.
Монету введено в обіг 26 листопада 2001 року. Вона належить до серії «Флора і фауна».

## Опис монети та характеристики
| Номінал грн. | Метал      | Маса, г | Діаметр, мм | Якість виготовлення | Гурт     | Тираж, штук |
| ------------ | ---------- | ------- | ----------- | ------------------- | -------- | ----------- |
| 2            | нейзильбер | 12,8    | 31,0        | звичайна            | рифлений | 30 000      |

### Аверс
На аверсі монети в обрамленні вінка, утвореного із зображень окремих видів флори і фауни, розміщено малий Державний Герб України та написи в чотири рядки: «УКРАЇНА», «2», «ГРИВНІ», «2001» та логотип Монетного двору Національного банку України.

### Реверс

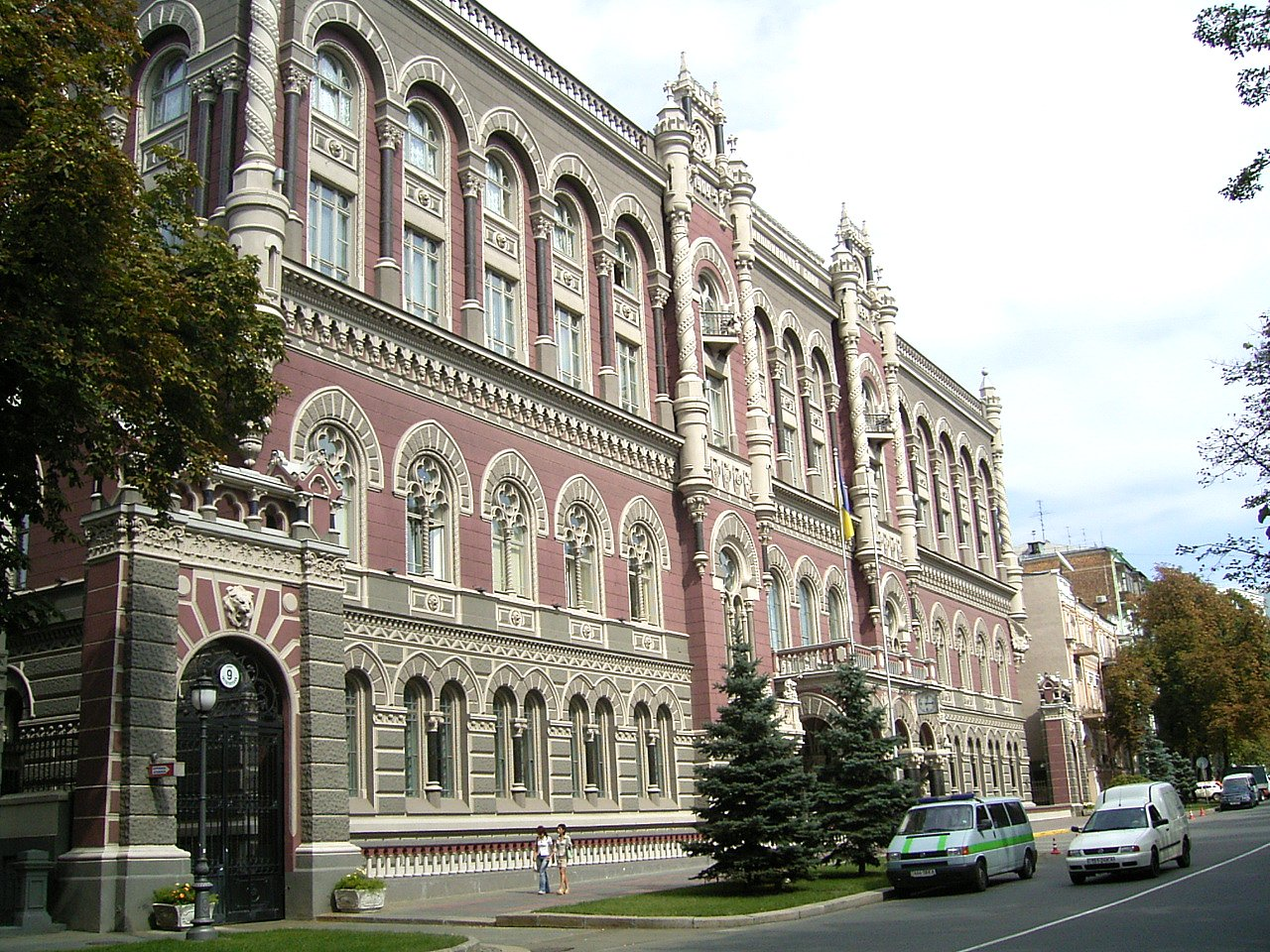
Будівля Національного банку України

На реверсі монети зображено соснову гілку з шишкою та розміщено кругові написи: угорі — «МОДРИНА ПОЛЬСЬКА», унизу — «LARIX POLONICA RACIB».

## Автори
- Художник — Дем'яненко Володимир.
- Скульптор — Дем'яненко Володимир.

## Вартість монети
Ціну монети — 2 гривні встановив Національний банк України у період реалізації монети через його філії.
Фактична приблизна вартість монети з роками змінювалася так:
| Рік        | 2010 | 2011 | 2012 | 2013 | 2014 | 2015 | 2016 | 2017 | 2018 | 2019 | 2020 | 2021 | 2022 | 2023  | 2024  | 2025  |
| ---------- | ---- | ---- | ---- | ---- | ---- | ---- | ---- | ---- | ---- | ---- | ---- | ---- | ---- | ----- | ----- | ----- |
| Ціна, грн. | 200  | 200  | 200  | 200  | 190  | 285  | 330  | 390  | 410  | 440  | 450  | 450  | 430  | 1 200 | 2 000 | 2 180 |